# NGC 6871
NGC 6871 è un piccolo e giovane ammasso aperto visibile nella costellazione del Cigno.

## Osservazione

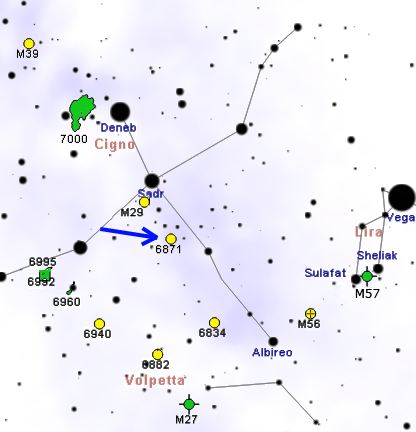
Mappa per individuare NGC 6871.

NGC 6871 è uno dei numerosi ammassi presenti nel brillantissimo tratto di Via Lattea a sud della stella Sadr (γ Cygni); si può trovare con facilità 2 gradi ad est di η Cygni, un astro di quarta magnitudine. Con un binocolo si presenta immerso in un grande campo stellare ricco di altri ammassi e nebulose ed è formato da poche stelle di magnitudine 7 e 8 molto vicine fra loro, circondate da alcune stelle più deboli e immerso in un ricchissimo campo stellare; un telescopio di piccole dimensioni rivela che quasi la metà delle sue componenti sono doppie, mentre le stelle più deboli dell'ammasso si confondono coi campi stellari circostanti. La componente più luminosa si presenta di magnitudine 6,75.
Quest'ammasso può essere osservato da entrambi gli emisferi terrestri, sebbene la sua declinazione molto settentrionale favorisca notevolmente gli osservatori dell'emisfero nord; dalle regioni boreali si presenta estremamente alto nel cielo nelle notti d'estate, mentre dall'emisfero australe resta sempre molto basso, ad eccezione delle aree prossime all'equatore. È comunque visibile da quasi tutte le aree abitate della Terra. Il periodo migliore per la sua osservazione nel cielo serale è quello compreso fra giugno e novembre.

## Storia delle osservazioni
NGC 6871 venne osservato per la prima volta da Friedrich von Struve nel 1825, attraverso un telescopio rifrattore da 9,6 pollici. In seguito venne inserito nel General Catalogue of Nebulae and Clusters di John Herschel col numero 2067.

## Caratteristiche
Si tratta di un ammasso piuttosto giovane la cui distanza è stimata attorno ai 1574 parsec (5130 anni luce), in corrispondenza di un tratto del Braccio di Orione particolarmente ricco di nubi molecolari, data la presenza del sistema di Cygnus X; in particolare, NGC 6871 ricade in direzione di due brillanti associazioni OB, Cygnus OB1 e Cygnus OB3.
Le stelle più luminose dell'ammasso sono disposte in coppia; la coppia settentrionale comprende due stelle azzurre di magnitudine 6,75 e 7,36, mentre la coppia meridionale è formata da componenti di magnitudine 7,86 e 8,86. Fra le sue componenti si trovano alcune stelle variabili fra le quali spicca la binaria a eclisse V453 Cygni, la cui età si aggira sui 10 milioni di anni. La gran parte delle componenti di NGC 6871 ha un'età compresa fra 2 e 5 milioni di anni, che potrebbe essere compatibile con uno scenario secondo cui i processi di formazione stellare che hanno originato l'ammasso siano perdurati a lungo o abbiano avuto due picchi di attività.
Nei dintorni dell'ammasso si osservano numerose nebulosità; verso nord si estende LBN 180 e a est LBN 182, mentre il bordo sudoccidentale è dominato da LBN 174 e LBN 179.